# Béla Kuharszki
Béla Kuharszki (ur. 29 kwietnia 1940 w Budapeszcie, zm. 7 marca 2016) był węgierskim piłkarzem. Grał dla klubu Újpest Dózsa na pozycji napastnika. Rozegrał także 6 spotkań dla reprezentacji Węgier. Kuharszki zagrał w jednym meczu kwalifikacyjnym do Mundialu 1962 i był w składzie na te zawody. Zmarł w wieku 75 lat.